# Дикушин, Владимир Иванович
Влади́мир Ива́нович Дику́шин (26 июля [8 августа] 1902, Самара — 12 января 1979, Москва) — советский учёный в области машиностроения. Академик АН СССР. Герой Социалистического Труда. Лауреат двух Сталинских премий первой степени.

## Биография

### Ранние годы
Владимир Дикушин родился 26 июля (8 августа) 1902 года в Самаре. В 1923 году поступил на механический факультет МВТУ имени Н. Э. Баумана. Во время учёбы много времени проводил в лаборатории по обработке металлов резанием, стараясь выявить параметры режимов работы металлорежущих станков, с помощью которых можно изменять как конструкцию станка, так и эффективность его работы. Именно в это время в СССР шло интенсивное развитие станкостроения, в том числе металлорежущих станков.

### Научная и конструкторская работа в станкостроении СССР
С 1933 работал в Экспериментальном НИИ металлорежущих станков (ЭНИМС), где в 1932—1937 годах трудился инженером-конструктором, старшим, начальником отдела.
С 1937 по 1977 год — главный конструктор ЭНИМС. Под его руководством разработана система агрегатирования станков из нормализованных функциональных узлов и типовых технических решений для обработки тел вращения в автоматических линиях. Был главным инженером проекта первого автоматизированного завода для производства поршней (введён в эксплуатацию в 1950 году).
Занимался научными исследованиями в области оптимизации режимов резки металлов, для усовершенствования металлорежущих станков. Выявлял наилучшие параметры режимов работы станков и предлагал конструктивные изменения для повышения эффективности металлообработки.
В 1943 году был избран членом-корреспондентом АН СССР. Неоднократно выступал с докладами по вопросам научно-технического прогресса машиностроения на общих собраниях АН СССР и Отделения технических наук, возглавлял ряд академических научных комиссий.
Дикушин был одним из инициаторов создания в Академии наук СССР ИМАШ имени А. А. Благонравова, почти два десятилетия руководил Комиссией по технологии машиностроения. С 1953 года он был действительным членом АН СССР.
С 1977 года — на пенсии.

### Общественная деятельность
Дикушин занимался и общественной деятельностью. Он был членом редакционного совета журнала «Станки и инструменты», работал в составе различных комиссий и научных обществ. В 1947 году Дикушин был избран депутатом Верховного Совета РСФСР по Ленинскому району г. Москвы.

### Смерть

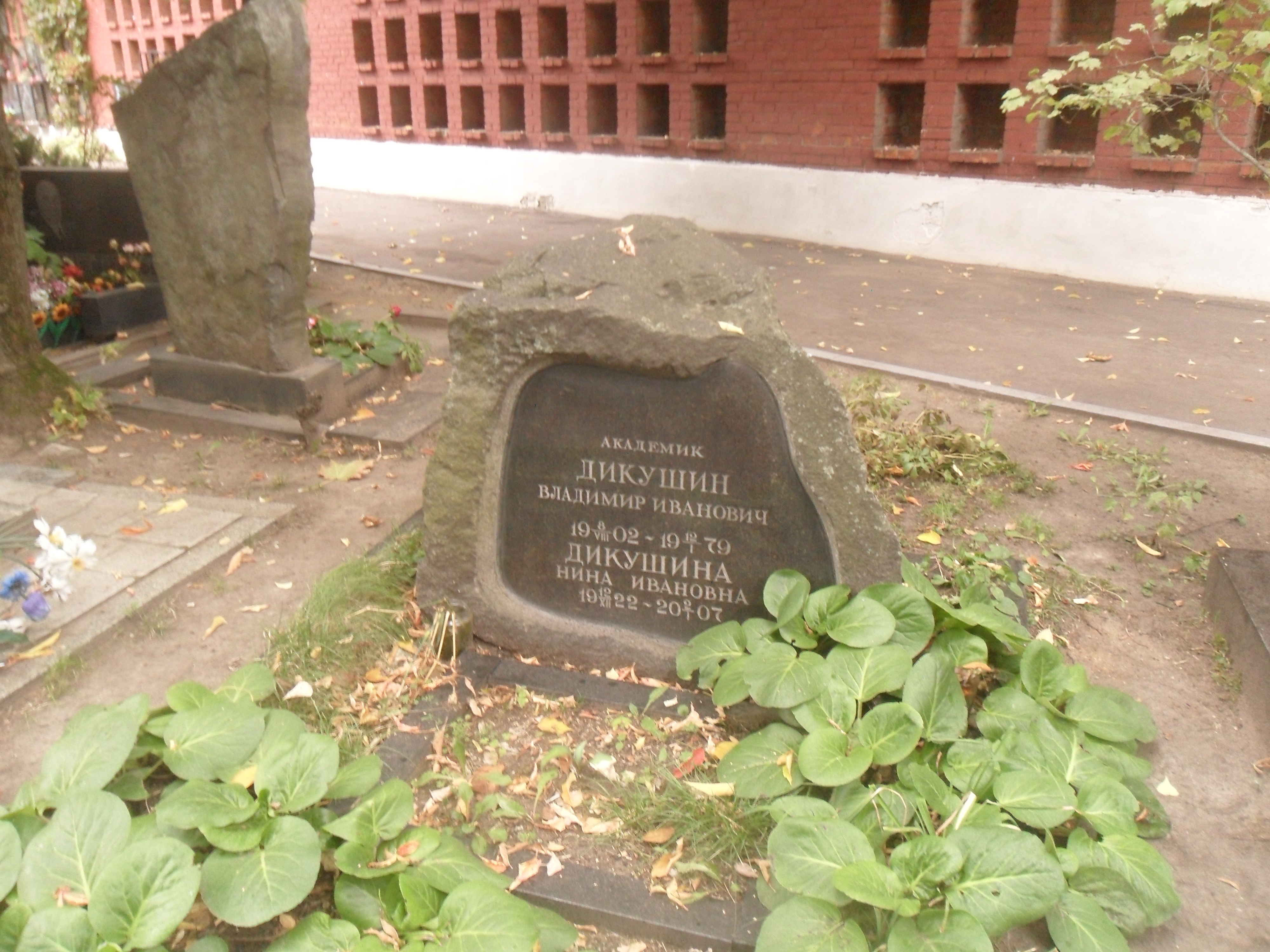
Могила Дикушина на Новодевичьем кладбище

Владимир Иванович Дикушин умер 12 января 1979 года в Москве. Он похоронен на Новодевичьем кладбище (участок № 9).

## Награды и премии
- Герой Социалистического Труда (13 марта 1969) — за большие заслуги в развитии советской науки
- 4 ордена Ленина (11 октября 1943; 27 марта 1954; 13 марта 1969; 17 сентября 1975)
- 2 ордена Трудового Красного Знамени (10 июня 1945; 15 августа 1962)
- орден «Знак Почёта» (15 апреля 1939)
- медали
- Сталинская премия I степени (14 марта 1941) — за разработку новых конструкций металлорежущих станков
- Сталинская премия I степени (1951) — за разработку принципов комплексной автоматизации производственных процессов в машиностроении, проектирование и освоение автоматического завода поршней[2]

## Память
- На стене главного корпуса ЭНИМС (во дворе) установлена бронзовая мемориальная доска памяти Дикушина с его барельефом